# Сая (Пермский край)
Сая — село в Берёзовском районе Пермского края. Входит в состав Сосновского сельского поселения.

## Географическое положение
Село расположено на правом берегу реки Барда, в месте, где она принимает приток Сая, к северо-востоку от райцентра, села Берёзовка.

## Население
| 2010 |
| ---- |
| 275  |

## Улицы
- Заречная ул.
- Молодёжная ул.
- Набережный пер.
- Центральная ул.
- Южная ул.

## Топографические карты
- Лист карты O-40-80. Масштаб: 1 : 100 000. Указать дату выпуска/состояния местности.